# Günther Kretschmer
Günther Kretschmer (Dresden, 6 februari 1928) is een Duitse muzikant in de jazz- en amusementsmuziek. Hij is pianist, orkestleider, arrangeur en componist.

## Biografie
Kretschmer studeerde piano en trombone aan het conservatorium in zijn geboortestad. In de jaren 50 arrangeerde hij voor de Schwarz-Weiss Big Band en de orkesten van Alo Koll en Siegfried Mai. In 1961 richtte hij een studioorkest op, de sound hiervan drukte hij een stempel op de ontwikkeling van de dansmuziek in de DDR. In 1962 vertrok hij naar Berlijn, waar hij onder Günter Gollasch diens (plaats)vervanger werd van het dansorkest van de Berliner Rundfunk. Met dit orkest maakte hij veel producties, ook onder eigen naam. Bij Amiga kwam van hem de LP Großstadtrhythmus. Begin jaren 90 keerde hij weer terug naar Dresden. 

## Bron
- Jürgen Wölfer Jazz in Deutschland – Das Lexikon. Alle Musiker und Plattenfirmen von 1920 bis heute. Hannibal Verlag: Höfen 2008, ISBN 978-3-85445-274-4